# ヌード・プロテスト

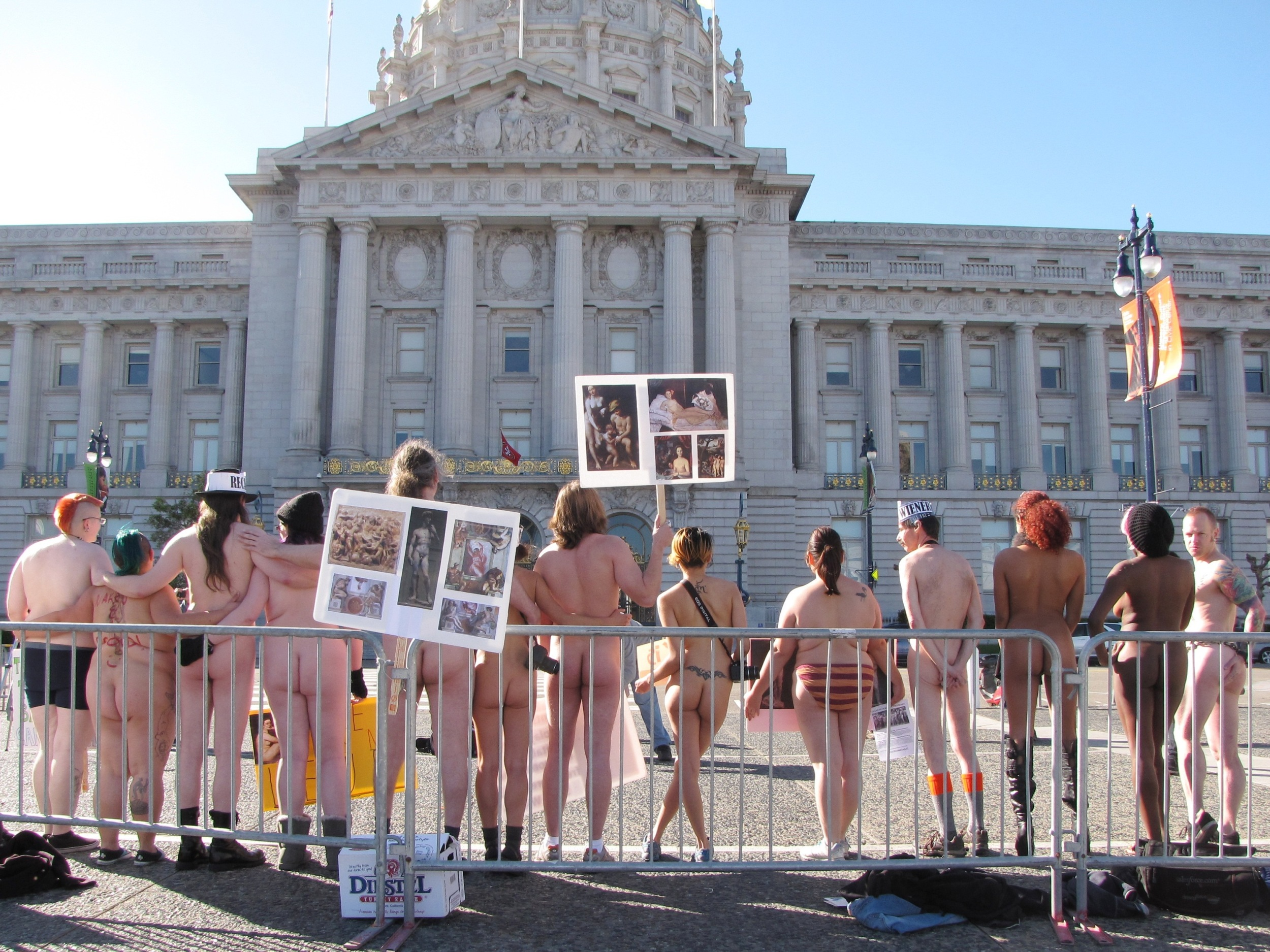
サンフランシスコのヌード禁止に抗議するヌードの人々

ヌード・プロテスト（Nude protest）は、裸で行われるデモ活動。

## 概要

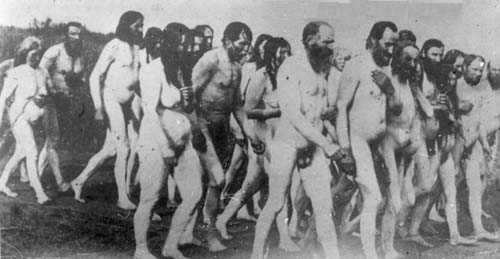
サスカチュワン州の霊的キリスト教徒のフリーダマイツによる、カナダの移民政策に対する1903年の抗議運動

裸は、メディアや一般の人々の注目を集めるための抗議デモの戦術として使用されることがある。また、パブリックヌードの宣伝自体がヌード・プロテストの目的である場合もある。この戦術の使用は、1903年にカナダで行われたフリーダマイツによるヌード・プロテストの広く公開された写真にまで遡る。この戦術は、20世紀の後半、特に1960年代以降、他のグループによって使用されてきた。
一般的なパブリックヌードのように、抗議デモの戦術としてのヌードの使用の文化的および法的なアクセプタンスも世界中で異なる。公衆の面前でのヌードの反対者の中には、特に子供が見ることができる場合は、それが下品であると主張する人もいる。他の人々は、それが表現の自由の権利によってカバーされる正当な表現形式であると述べている。 
公衆の面前でのヌードが許容される場所でさえ、意図的な戦術としての活動家によるヌードの使用はまだ十分に意外性があり、メディアからの注目を引き付けるのにしばしば成功する。例えば、2020年7月19日、マスクとストッキング・キャップだけを身に着けた若い女性は、ジョージ・フロイド抗議運動中にオレゴン州ポートランドの警察に立ち向かい、後に記者によって「裸のアテナ」と呼ばれた。ペッパーボール弾と催涙ガスの配備にもかかわらず、彼女は彼らが撤退するまで数分間警察の前でポーズを取った。彼女の行動の写真はバイラルになった。 
一部のヌード活動は、特定の政治目的を促進することではなく、公共のヌード自体を促進すること、裸の人体に対するコミュニティの認識を変えること、または公共の場でヌードになりたいという個人的な願望の表現として行われる。 

## シングルイシュープロテスト

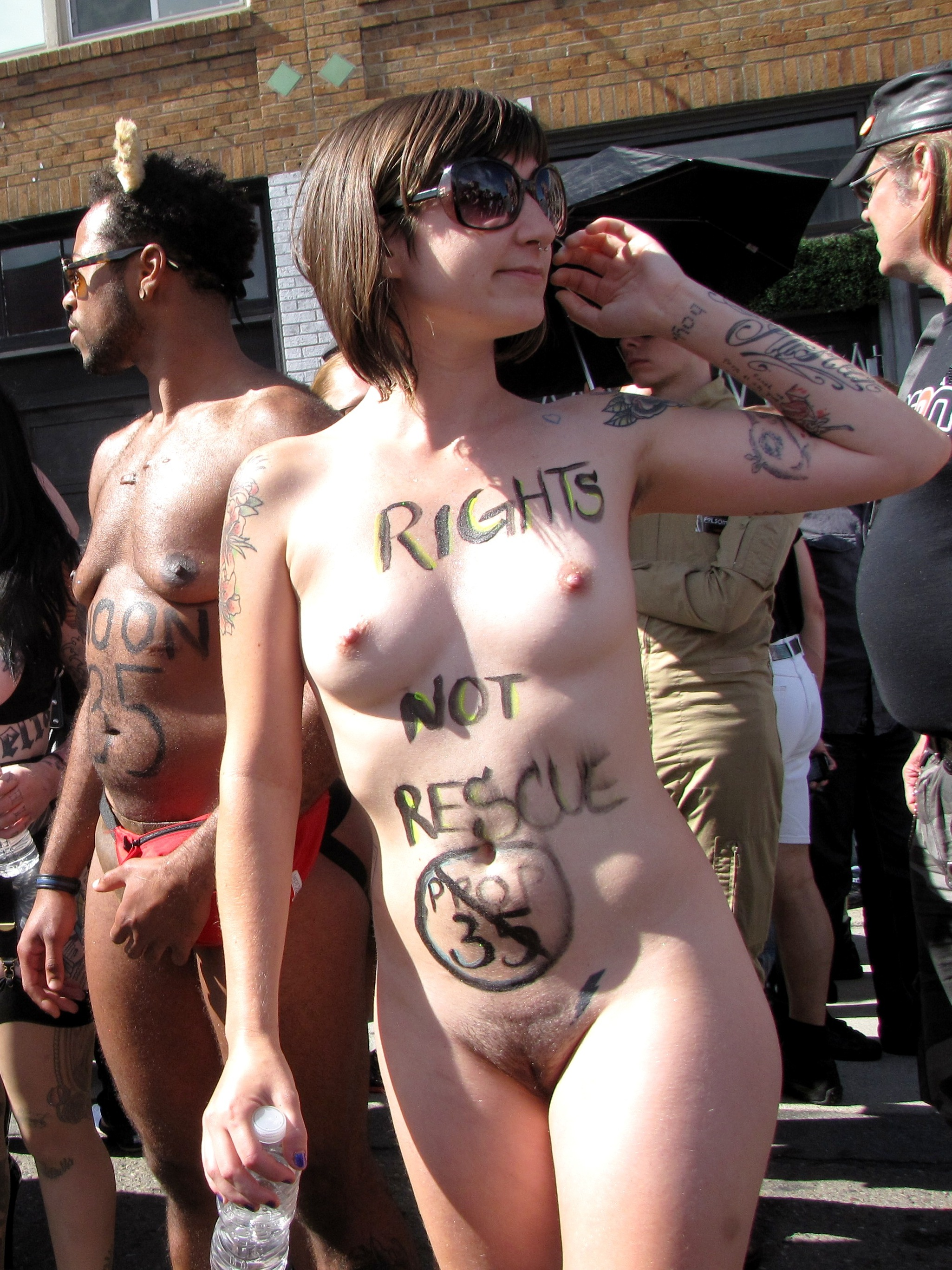
アメリカ合衆国のフォルサム・ストリート・フェアでセックスワーカーの権利を擁護する裸の女性

### 反毛皮キャンペーン
動物の倫理的扱いを求める人々の会 (PETA)は、ヌードを使用して反毛皮キャンペーンに注目を集めている。1992年から2020年の間に、PETAは、有名人、俳優、モデルをフィーチャーした「毛皮を着るよりも裸になりたい」キャンペーンを実施した。

### ブレクジット
2016年6月29日、ケンブリッジの学者であるビクトリア・ベイトマンは、2016年のイギリスの欧州連合離脱是非を問う国民投票の結果に抗議して、裸で経済学部の会議に参加した。彼女は胸と腹に「ブレクジットは英国を裸にする」と書いた。 

### 土地権
ウガンダのアムル県の女性たちは、農業用地の喪失に抗議した。 

### 平和と反戦
グループは、イラク戦争に抗議するためにヌードを使用した。自分の体を使って言葉や記号を作り、メッセージを伝えるグループには、Baring Witnessが含まれていた。 

### フェミサイドはジェノサイド
2017年6月、アルゼンチンのブエノスアイレスにある大統領官邸のカサ・ロサダの前で、女性に対する暴力に抗議するために100人以上の女性が裸になった。

### イスラム諸国における女性の権利

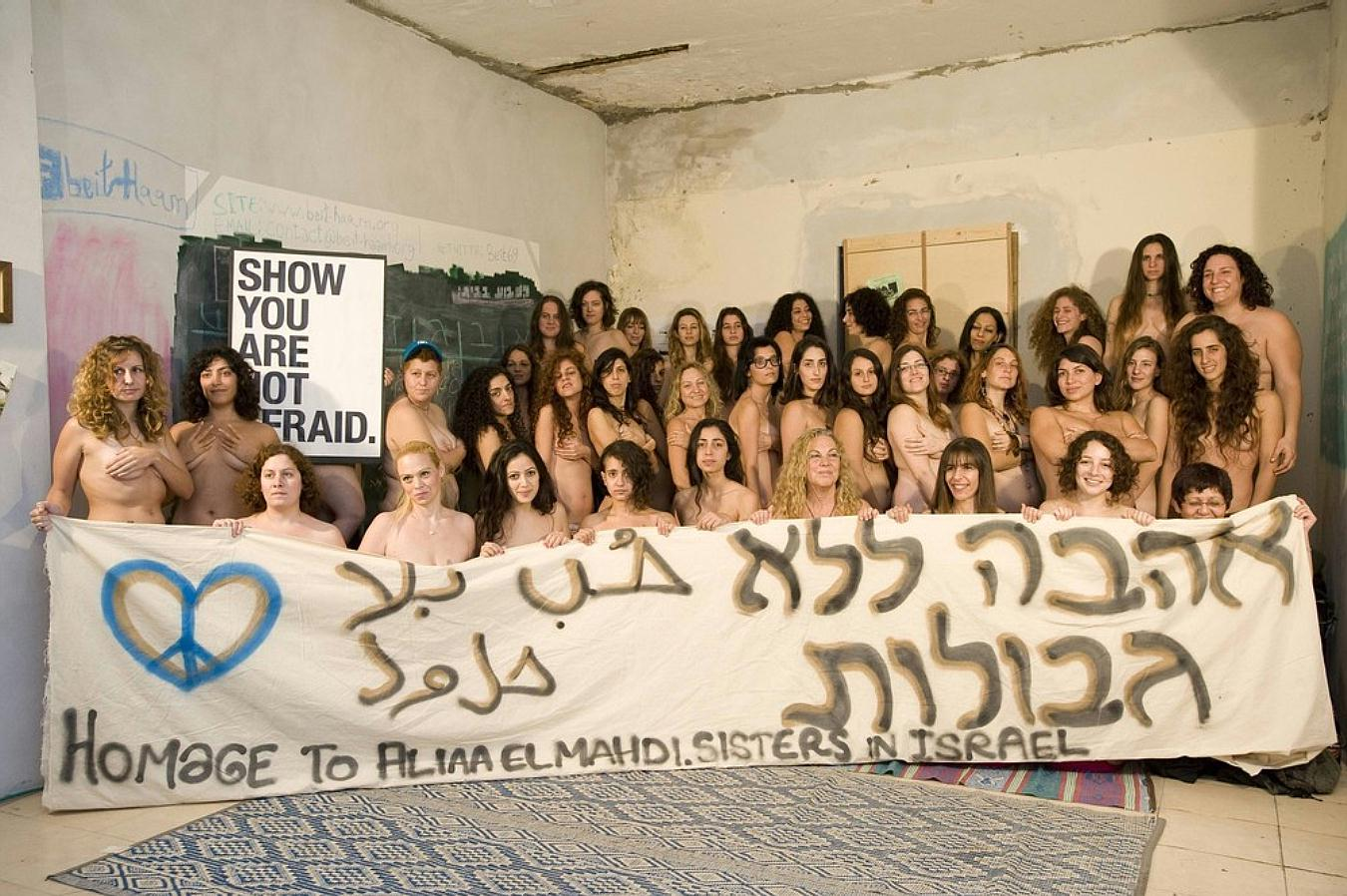
2011年11月19日、テルアビブで裸のイスラエル人女性が写真を撮り、インターネットに自分の裸の写真を載せたエジプトのブロガー、アリア・マグダ・エルマーディとの連帯を示し、自由な表現を支持し、イスラム過激派に抗議した。垂れ幕には「国境のない愛」と書かれている。

2010年代初頭のアラブの春に続いて、イスラム諸国の女性は、インターネットに自分のヌード写真を投稿することにより、自由の制限に反対する個人的な抗議行動を行った。エジプト人のアリア・マグダ・エルマーディとチュニジア人のアミナ・タイラーは、法的および宗教的脅威から逃れるためにヨーロッパに逃亡した。 

### 人間の遺伝子操作
2017年2月8日、アーティストのリック・ギブソンは、カナダのヒトゲノムの遺伝子工学の禁止に抗議するために、冬の真っ只中にバンクーバーの法廷の前を裸で歩いた。彼はバンクーバーのダウンタウンを11分45.75秒間、小雨と気温7 °C (45 °F)の中裸で歩いた。 

## パブリックヌードムーブメント

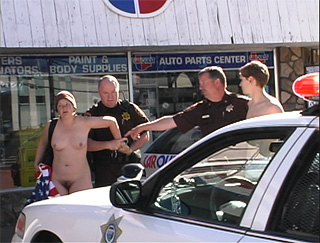
活動家のテリー・スー・ウェッブとダニエル・ジョンソンは、2002年5月2日にオレゴン州ベンドで抗議した後、手錠をかけられ、警察に連行されている

公衆の面前で裸になる全ての人々が、自分たちをヌーディストまたはネイチャリストと見なしたり、伝統的なヌーディストまたはネイチャリスト組織に属しているわけではない。ヴィンセント・ベセルなどのいくつかの活動家は、ヌーディズムやネイチャリズムとの関係は不要であると主張している。他の人は、全裸スポーツやヌーディストビーチなどのイベントに参加する多くの人々が、本格的なグループや運動への関係や正式な提携なしに、気軽に参加していることを指摘している。活動家のダニエル・ジョンソンは、ラベリングや所属が単純な現象を過度に複雑にし、過剰なコミットメントや望ましくないステレオタイプの懸念から他の人を遠ざけ、ヌードを日常生活に統合する妨げになると考えている。

### FEMEN

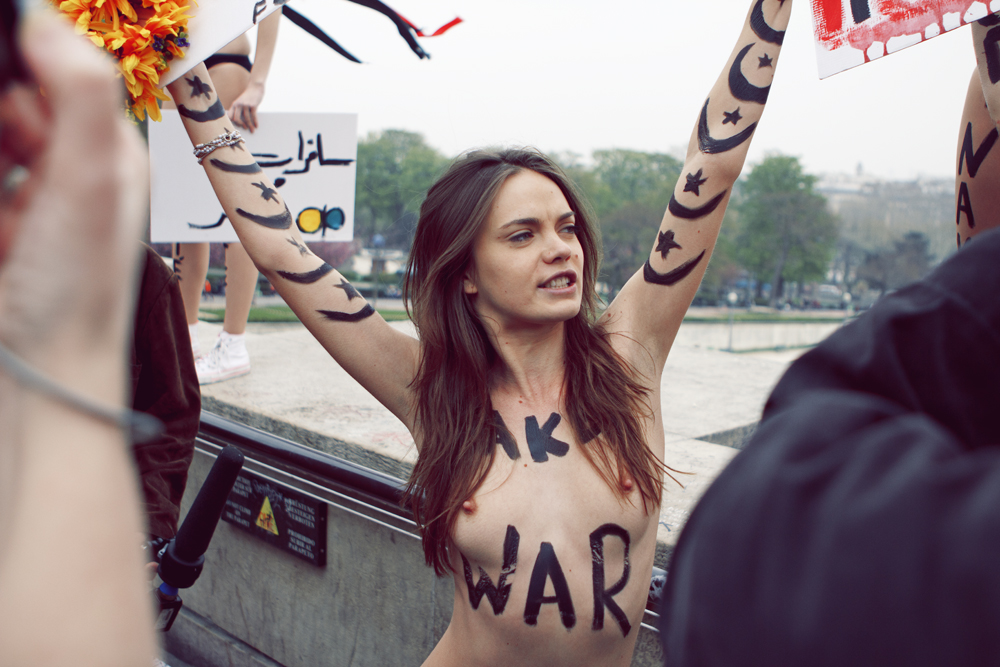
2012年3月にアリア・マグダ・エルマーディを支持するFEMENのオクサナ・シャチコによる抗議行動

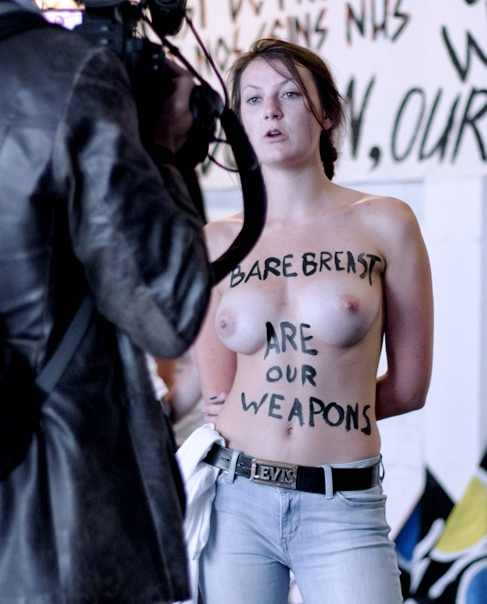
FEMENフランスの抗議者、2012年

抗議グループFEMEN（2008年にウクライナで設立）は、定期的に、買春ツアー、メールオーダー花嫁、性差別、その他の問題に対してトップレスの抗議を行っている。これらの抗議行動は、2009年に世界中で報道された。2011年後半以降、FEMENの活動はウクライナに限定されず、ウクライナ以外の抗議者も交えて他のヨーロッパ諸国でも行われている。 

## トップフリーダム

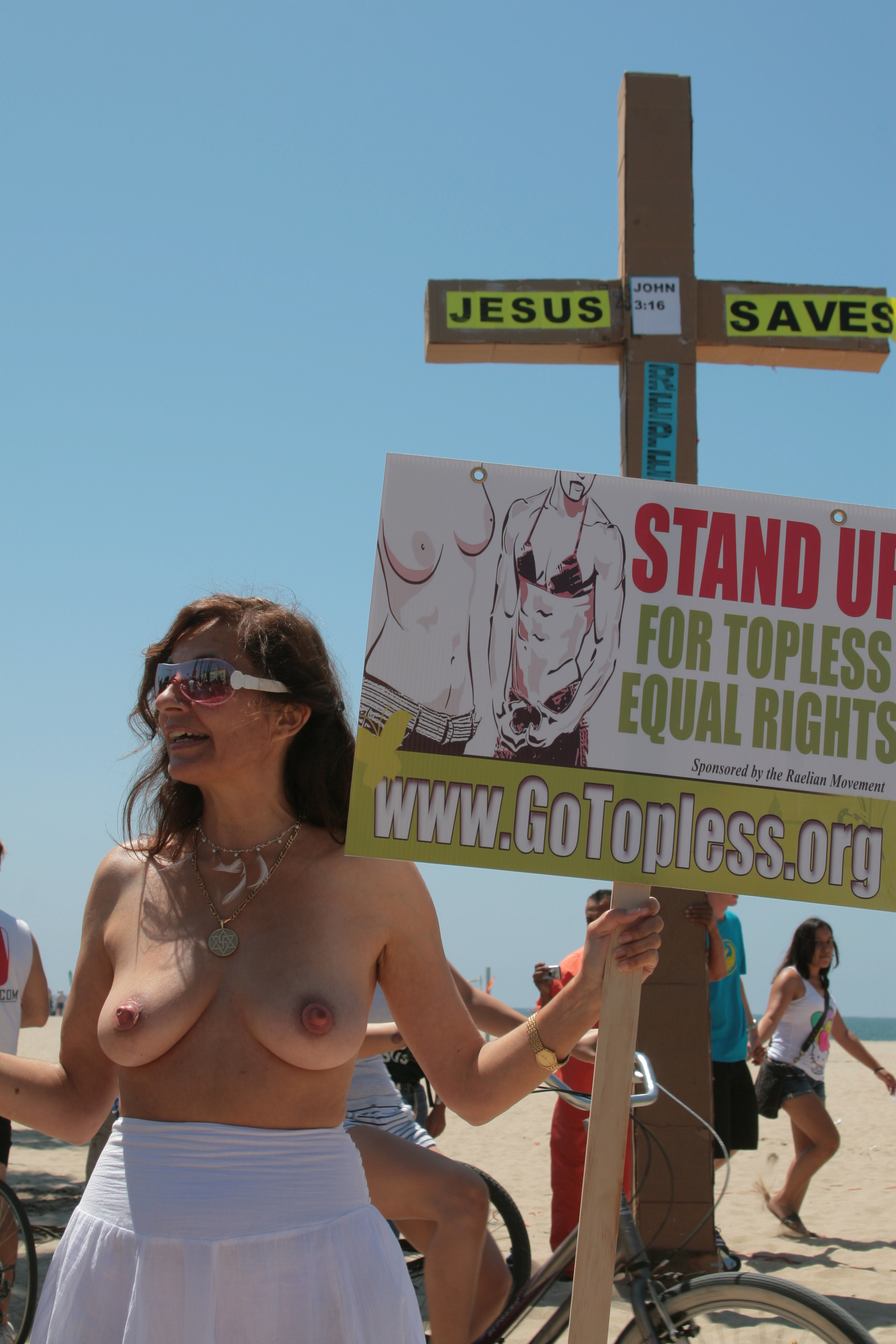
トップレスの平等を求める抗議者

トップフリーダム運動は、多くの国、特に北アメリカとヨーロッパで、現在の公然わいせつ法が女性を差別していると主張し、男女同権を唱えて法律に異議を唱えてきた。この運動は、男性が裸の胸を露出させることを許可されているのと同じように、女性も裸の胸を露出させることができる平等な権利が必要と提唱している。 